# Brigada Henry Reeve
El Contingent Internacional de Metges Especialitzats en Situacions de Desastres i Greus Epidèmies, també conegut com a Brigada Henry Reeve, va néixer l'any 2005 quan diverses desenes de metges cubans van ser enviats a Angola en missió humanitària. Amb motiu de l'ajuda humanitària que els metges cubans, en representació del poble de Cuba, li oferiren el 29 d'agost de 2005 a la població afectada dels Estats Units després del pas de l'huracà Katrina, la brigada porta el nom del patriota novaiorquès Henry Reeve, el qual va lluitar per la independència cubana contra l'exèrcit espanyol. Malgrat no haver obtingut l'aprovació del govern de George Bush per a la seva tasca humanitària, aquesta brigada ha continuat disponible per a brindar suport en qualsevol lloc del món en situacions de desastre.

## Intervencions
Cal recordar que durant la primera etapa de la Revolució Cubana es va produir l'emigració de la meitat del total de metges que hi havia al país, afegint un desafiament nou als objectius socials de la Revolució. Això no obstant, el Contingent Internacional de Metges Especialitzats en Situacions de Desastres i Greus Epidèmies des de la seva creació pel Comandant en Cap Fidel Castro el setembre de 2005, ha estat present amb 28 brigades en 22 països, més de 7.950 professionals sanitaris s'han enfrontat als efectes de 16 inundacions, vuit huracans, vuit terratrèmols, quatre epidèmies i, cal ressaltar, les tres brigades que van enfrontar el brot d'Ebola a l'Àfrica de l'oest de 2014.
La brigada està integrada per milers de metges entre els quals hi ha especialistes en medicina familiar i comunitària, epidemiologia, gastroenterologia, psiquiatria, cardiologia, cirurgia o pediatria, i molts són professors universitaris. La Brigada Henry Reeve ha estat present en molts llocs del món sempre que la comunitat internacional ha sol·licitat ajuda humanitària. Entre altres, ha exercit la solidaritat internacionalista a:
- Guatemala (Huracà Stan): 8 d'octubre de 2005, 687 col·laboradors, d'ells 600 metges.[4]
- Bolívia (inundacions): 3 de febrer - 22 de maig de 2006, 602 col·laboradors, d'ells 601 metges.
- Indonèsia (terratrèmol): 16 de maig de l'any 2006, 135 col·laboradors, d'ells 78 metges.
- Mèxic (inundacions): 6 de novembre - 26 de desembre de 2007, 54 col·laboradors, d'ells 39 metges.
- Xina (terratrèmol de Sichuan): 23 de maig - 9 de juny de 2008, 35 col·laboradors, d'ells 18 metges.

Després del terratrèmol del Caixmir de 2005, la Brigada Henry Reeve va partir-hi per a brindar la seva ajuda. La Brigada Henry Reeve també va desenvolupar la seva tasca després del terratrèmol d'Haití del 2010. Posteriorment al terratrèmol de Xile de 2010, arribaren al país dos hospitals de campanya conformats per professionals cubans i metges xilens graduats a l'Escola Llatinoamericana de Medicina de l'Havana, els quals van romandre-hi més de 10 mesos assistint clínicament i quirúrgica. A partir del 14 d'abril de 2014, a causa del gran incendi de Valparaíso, s'hi instal·laren metges xilens i d'altres nacionalitats formats a Cuba per ajudar els damnificats assotats per l'incendi que afectà els turons de la ciutat.
Arran de la pandèmia per coronavirus de 2019-2020, catorze brigades del Contingent Internacional de Metges Especialitzats en Situacions de Desastres i Greus Epidèmies, amb 593 professionals sanitaris cubans de la salut, combateren en altres nacions el nou coronavirus SARS-CoV-2, causant de la COVID-19, que s'havia estès a més de 174 països. Un dels països beneficiaris d'aquesta cooperació internacional fou Andorra, on el 30 de març arribaren 27 infermers i 12 metges. Finalment, durant l'any 2020, 57 brigades de metges especialistes Henry Reeve tractaren a 1,26 milions de pacients amb Covid-19 en més de 40 països diferents, comptant amb uns 28.000 professionals de la salut cubans que avui en dia treballen en 66 països d'arreu del món.

## Reconeixements
Intel·lectuals, artistes, personalitats polítiques, líders socials, caps d'Estat i de Govern, ministres, alts funcionaris d'organismes internacionals i moltíssimes altres figures del món contemporani han demanat a la Reial Acadèmia Sueca de Ciències l'atorgament del Premi Nobel de la Pau a la Brigada Henry Reeve pels seus elevats mèrits acadèmics, científics i professionals en defensa de la humanitat.